# Аустрія (Клагенфурт)
«Аустрія» (нім. SK Austria Klagenfurt) — австрійський футбольний клуб з міста Клагенфурт.

## Історія

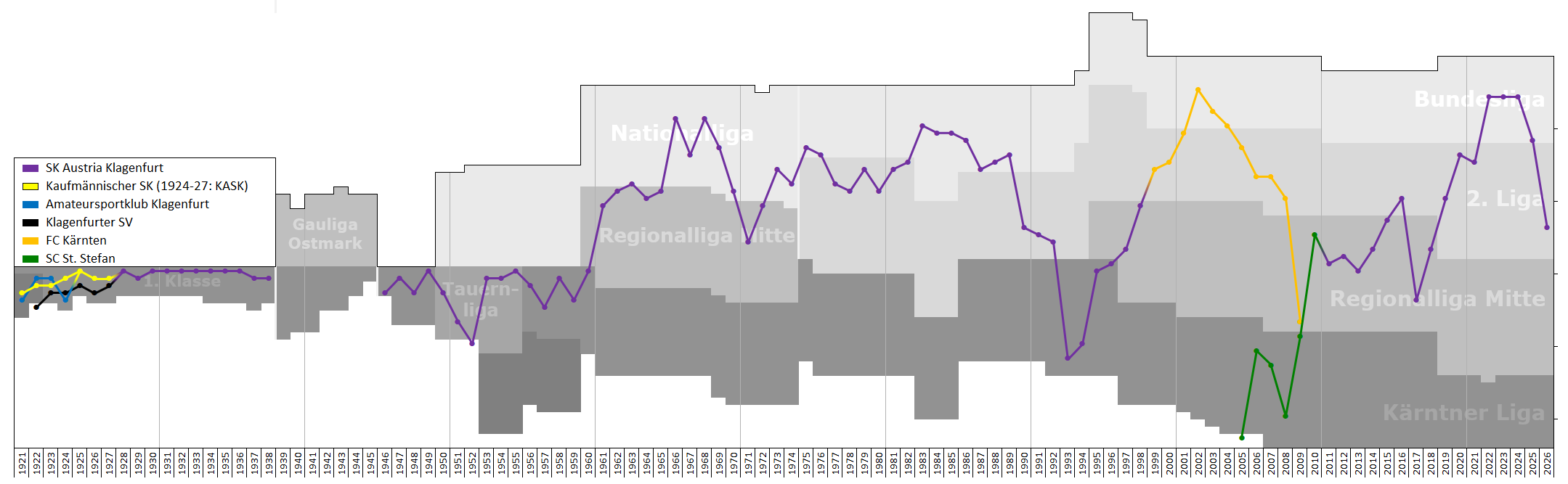
Статистика виступів «Аустрії» та її попередників у чемпіонатах Австрії.

Клуб був заснований у 2007 році, як продовжувач традиції історичного клубу «Аустрія» (Клагенфурт), що 1999 року була перейменована у «Кернтен». Втім новостворений клуб розпочав свої виступи лише через три роки у 2010 році, коли припинив своє існування інший клуб міста «Аустрія Кернтен».
2015 року команда вперше вийшла у Ерстелігу, другий за рівнем дивізіон країни, але після одного сезону знову понизилась у класі.